# Кемарская, Надежда Фёдоровна
https://www.retroportal.ru/vladimir_kandelaki_i_ego_jazz-gol_biografiya_pesni_fotografii.html - первая жена В. А. Канделаки (фото)
1. ↑  Владимир Канделаки. Биография, творческая судьба певца, артиста оперы и оперетты, театрального режиссёра и актёра Владимира Аркадьевича Канделаки. retroportal.ru. Дата обращения: 1 января 2025. Архивировано 1 января 2025 года.

Надежда Фёдоровна Кема́рская (1899—1984) — советская оперная певица (лирико-колоратурное сопрано) и режиссёр. Народная артистка РСФСР (1940). Лауреат Сталинской премии второй степени (1952). Член ВКП(б) с 1951 года.

## Биография
Н. Ф. Кемарская родилась 16 (28 сентября) 1899 (по другим данным — 1898 года) в Старобельске (ныне Луганская область, Украина).
В 1920—1923 годах училась в Московской консерватории у А. В. Секар-Рожанского, А. М. Лабинского, В. М. Зарудной.
В 1922 году поступила в музыкальную студию МХТ (ныне МАМТ имени К. С. Станиславского и Вл. И. Немировича-Данченко).
С 1950 года режиссёр-педагог этого театра. 
Н. Ф. Кемарская умерла в 1984 году. Похоронена в Москве на Ваганьковском кладбище (уч. №43). Рядом с ней похоронены её сёстры: Анна Фёдоровна Кемарская (1901—1995) и Зинаида Фёдоровна Кемарская (1918—2001).

## Семья
Муж — Влади́мир Арка́дьевич Кандела́ки (1908—1994), советский и российский певец (бас-баритон) оперы и оперетты, театральный режиссёр, актёр, народный артист СССР. В разводе.

## Творчество

### Оперные партии
- «Сорочинская ярмарка» М. П. Мусоргского — Парася
- «Иоланта» П. И. Чайковского — Иоланта
- «Мадемуазель Фифи» Ц. А. Кюи — Рашель
- «Северный ветер» Л. К. Книппера — Маша
- «В бурю» Т. Н. Хренникова — Наталья
- «Любовь Яровая» В. Р. Энке — Панова
- «Надежда Светлова» И. И. Дзержинского — Надежда Светлова
- «Кармен» Ж. Бизе — Кармен
- «Травиата» Дж. Верди — Виолетта
- «Прекрасная Елена» Ж. Оффенбаха — Елена
- «Корневильские колокола» Р. Планкета — Серполетта
- «Дочь мадам Ангго» Ш. Лекока — Клеретта
- «Джонни наигрывает» Э. Кшенека — Ивонна

### Постановки
- 1951 — «Семья Тараса» Д. Б. Кабалевского (2-я редакция)

## Награды и премии
- народная артистка РСФСР (1940)
- Сталинская премия второй степени (1952) — за постановку оперного спектакля «Семья Тараса» Д. Б. Кабалевского (1951; 2-я редакция)